# Baloorthochirus becvari
Genre
Synonymes
- Pakistanorthochirus Lourenço, 1997

Espèce
Synonymes
- Pakistanorthochirus weitschahti Lourenço, 1997

Baloorthochirus becvari, unique représentant du genre Baloorthochirus, est une espèce de scorpions de la famille des Buthidae.

## Distribution
Cette espèce se rencontre au Pakistan au Baloutchistan et au Sind et en Inde au Rajasthan dans le désert du Thar,.

## Description
Le mâle holotype mesure 23,4 mm. Il est de couleur jaune à jaune-brun.

## Systématique et taxinomie
Pakistanorthochirus weitschahti a été placée en synonymie par Kovařík en 2004.

## Étymologie
Cette espèce est nommée en l'honneur de Stanislav Bečvář.

## Publication originale
- Kovařík, 1996 : « Baloorthochirus becvari gen. et sp. n. from Pakistan, and taxonomic position of Orthochirus luteipes (Scorpiones: Buthidae). » Acta Societatis Zoologicae Bohemicae, vol. 60, no 2/3, p. 177-181 (texte original).